# يوليوس شريك
يوليوس شريك (بالألمانية: Julius Schreck) (13 يوليو 1898 - 16 مايو 1936) أحد كبار المسؤولين النازيين المقربين من أدولف هتلر.
ولد شريك في ميونيخ، وعمل في الحرب العالمية الأولى، وبعد ذلك بوقت قصير انضم إلى الوحدات شبه العسكرية اليمينية. انضم إلى الحزب النازي في عام 1920 وطور علاقة صداقة قوية مع أدولف هتلر. كان شريك عضوًا مؤسسًا في كتيبة العاصفة («انفصال العاصفة»؛ SA) وكان نشطًا في تطويره. في وقت لاحق من عام 1925، أصبح أول زعيم لشوتزشتافل («سرب الحماية»؛ SS). ثم خدم لفترة من الزمن كسائق لهتلر. أصيب شريك بالتهاب السحايا عام 1936 وتوفي في 16 مايو من ذلك العام. قدم له هتلر جنازة رسمية حضرها العديد من أعضاء النخبة النازية مع هتلر.

## حياته
ولد يوليوس شريك في 13 يوليو 1898 في ميونيخ في بافاريا. خدم في الجيش الألماني خلال الحرب العالمية الأولى. بعد انتهاء الحرب في نوفمبر 1918، أصبح عضوا في فرايكوربس، وهي وحدة شبه عسكرية يمينية تشكلت لمحاربة الثورة الشيوعية. كان شريك عضواً مبكراً في حزب العمال الألماني الاشتراكي الوطني (الحزب النازي؛ NSDAP)، بعد انضمامه في عام 1920 وتوثيقه كعضو # 53. كون شريك علاقة صداقة مع زعيم الحزب أدولف هتلر خلال سنواته الأولى. 

## وظيفته في كتيبة العاصفة
كان شريك عضوًا مؤسسًا لكتيبة العاصفة، حيث شارك في نموها وتطورها.  هدف هذا الجناح شبه العسكري للحزب إلى تعطيل المعارضين السياسيين وتوفير القوة للمهام الأمنية. في أوائل عام 1923، أمر هتلر بتشكيل حراسة شخصية منفصلة مخصصة لخدمته وحمايته بدلاً من تشكيل كتلة لا يمكن التحكم بها من الحزب، مثل كتيبة العاصفة.  في الأصل كانت الوحدة مكونة من ثمانية رجال فقط، بقيادة شريك وجوزيف بيرشتولد.  تم تسميتها Stabswache («حرس الأركان»).  تم إصدار لStabswache شارات فريدة من نوعها، ولكن في هذه المرحلة، كانت Stabswache لا تزال تحت السيطرة الكاملة لكتيبة العاصفة، التي استمر عدد اعضائها في الزيادة. بعث شريك إحياء استخدام توتنكوبف («رأس الموت») كشعار للوحدة، وهو رمز استخدمته مختلف قوات النخبة في الماضي، بما في ذلك القوات الهجومية المتخصصة للإمبراطورية الألمانية في الحرب العالمية الأولى التي استخدمت تكتيكات تسلل هوتير. 
في مايو 1923، تم تغيير اسم الوحدة إلى قوات الصدمة ("Shock Troop-Hitler").   كانت الوحدة مسؤولة فقط عن الحماية الشخصية لهتلر.  في 9 نوفمبر 1923، شاركت قوات الصدمة، إلى جانب كتيبة العاصفة والعديد من الوحدات شبه العسكرية الأخرى في انقلاب بير هول في ميونيخ.  كانت الخطة هي السيطرة على المدينة تمثلت في عمل إنقلاب ثم تحدي الحكومة في برلين. وسرعان ما سُحق الانقلاب على يد الشرطة المحلية وأسفر عن مقتل 16 من أنصار النازية و4 من ضباط الشرطة. في أعقاب الانقلاب الفاشل، سُجن كل من هتلر وشريك وزعماء آخرين من النازيين في سجن لاندسبيرج.  تم حل الحزب النازي وجميع التشكيلات المرتبطة به، بما في ذلك قوات الصدمة، رسميا. 

## وظيفته في قوات الأمن الخاصة
بعد إطلاق سراح هتلر من السجن في 20 ديسمبر 1924، تم إعادة تأسيس الحزب النازي رسمياً. في عام 1925، أمر هتلر شريك بتنظيم تشكيل وحدة حراسة شخصية جديدة، هي Schutzkommando («قيادة الحماية»).  أراد هتلر مجموعة صغيرة من الجنود السابقين الصعبة مثل شريك، الذي سيكون مخلصًا له. تضمنت الوحدة أعضاء قوات الصدمة القدامى مثل اميل موريس وErhard Heiden.   قدمت الوحدة أول ظهور علني لها في أبريل 1925. وفي نفس العام، تم توسيع Schutzkommando إلى المستوى الوطني. تم تغيير اسمها أيضًا على التوالي إلى Sturmstaffel («سرب العاصفة») ثم أخيرًا شوتزشتافل («سرب الحماية»؛ SS) في 9 نوفمبر 1925.  أصبح شريك عضوًا في قوات الأمن الخاصة.  طلب منه هتلر قيادة تشكيل الحراسة الشخصية. لم يشر شريك مطلقًا إلى زعيم الرايخ إس إس، ولكن تم تطبيق اللقب بأثر رجعي عليه في السنوات اللاحقة. 
في عام 1926، أصبح شريك كقائد وتولى بيرشتولد القيادة. غير Berchtold عنوان منصب المكتب، والذي أصبح معروفًا باسم Reichsführer-SS.  بقي شريك على قوائم قوات الأمن الخاصة باعتباره إس إس- فوهرر وعمل سائقًا خاصًا لهتلر بعد موريس حتى عام 1934.  في عام 1930، بعد أن بدأت قوات الأمن الخاصة في التوسع تحت قيادة هاينريش هيملر، تم تعيين شريك باعتباره إس إس- شتاندارتن فوهرر، ولكن تمتع بالقليل من القوة الفعلية.

## الموت
في عام 1936، أصيب شريك بالتهاب السحايا وتوفي في 16 مايو في ميونيخ.  كان رجلاً محبوبًا وكان هتلر مروعًا عندما توفي شريك.  كان ترتيبه النهائي هو SS- بريغيجاديه فوهرر، وهو ما يعادل رتبة قائد جنرال في فيرماخت.  مُنح شريك جنازة رسمية للنازية مع هتلر وهو يلقى تأبينًا له. حضر مراسم تشيريك عدد من كبار المسؤولين النازيين، بمن فيهم هيرمان جورينج وجوزيف غوبيلز ورودولف هيس ويواكيم فون ريبنتروب وكونستانتين فون نيورات وإميل موريس وهانس باور وهينريش هوفمان وبلدور فون شيراك.  أشار إليه هيملر بأنه «أول رجل من قوات الأمن الخاصة أدولف هتلر».  كما هو الحال مع العديد من أعضاء الحزب النازي المدفونين الآخرين، تمت إزالة علامة قبر شريك بعد الحرب العالمية الثانية وهناك حجر بدون نقش حيث دفن. 

### اقتباسات
1. ↑   http://ww2gravestone.com/people/schreck-julius/. {{استشهاد ويب}}: |url= بحاجة لعنوان (مساعدة) والوسيط |title= غير موجود أو فارغ (من ويكي بيانات) (مساعدة)
2. 1 2 3 4 5 6 7 8 9  Hamilton 1984.
3. 1 2 3 4 5 6  McNab 2009.
4. 1 2 3 4 5 6  Weale 2010.
5. ↑  Wegner 1990.
6. 1 2 3  Hoffmann 2000.
7. 1 2  Schreck, Julius 2015.

## روابط خارجية
- "Schreck, Julius". World War II Gravestones. مؤرشف من الأصل في 2019-04-01. اطلع عليه بتاريخ 2015-05-23.
- Newspaper clippings about Julius Schreck